# 海拉坎迪縣
海拉坎迪縣是印度的一個縣，位於該國東北部，由阿薩姆邦負責管轄，面積1,327平方公里，2011年人口659,260，五成半人口信奉伊斯蘭教，人口密度每平方公里497人。

## 外部連結
- District Administration